# José María Córdova
José María Córdova Muñoz (Concepción, 8 settembre 1799 – El Santuario, 17 ottobre 1829) è stato un generale colombiano.

## Biografia
Tra i migliori ufficiali di Simón Bolívar, prese Cartagena e fu nominato governatore di Antioquia. Dopo la battaglia di Ayacucho (1824), fu promosso a generale di divisione.
Divenuto ministro della guerra, combatté contro le truppe del rivoltoso José María Obando e dopo l'estromissione dalla politica capeggiò una rivolta che si concluse con la sua morte nella battaglia di El Santuario.